# کراسینگ‌اور

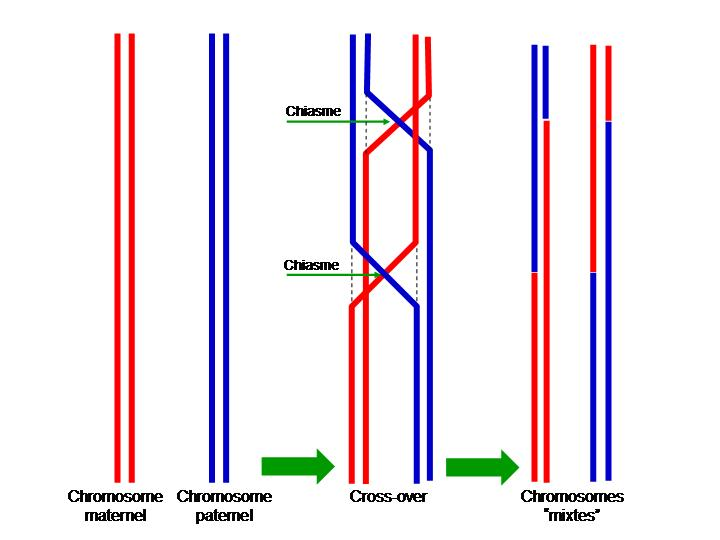
کراسینگ اور (چلیپایی شدن) در بین کروماتید دو کروموزوم همتا پدر و مادر. کروماتید مادر به رنگ قرمز و کروماتیدهای پدری به رنگ آبی. فلش‌ها کیاسما (محل تقاطع) را نشان می‌دهند.

کراسینگ‌اور یا چلیپایی شدن (به انگلیسی: Crossing over) می‌گویند. تبادل ماده ژنتیکی در طی تولید مثل جنسی بین کروماتیدهای غیر خواهر دو کروموزوم همولوگ است که منجر به کروموزوم‌های نوترکیب می‌شود. یکی از مراحل نهایی نوترکیبی ژنتیکی است که در مرحله پاکیتن پروفاز I میوز طی فرآیندی به نام سیناپسیس رخ می‌دهد. سیناپسیس قبل از ایجاد کمپلکس سیناپتونمال شروع می‌شود و تا پایان پروفاز I کامل می‌شود. کراسینگ اور در حقیقت آخرین مرحلهٔ نوترکیبی ژنی است. برای مجموعه ثابتی از شرایط ژنتیکی و محیطی، نوترکیب در یک ناحیه خاص از یک ساختار (کروموزوم) تمایل به ثابت بودن دارد و همین امر برای مقدار کراسینگ که در تولید نقشه‌های ژنتیکی استفاده می‌شود، صادق است.
در یوکاریوت‌ها از هر ژن دو نسخه حمل می‌شود که به آن الل (دگره) می‌گویند. هر یک از آن‌ها از یکی از پدر یا مادر به فرزند رسیده‌است. در مرحلهٔ گامت‌زایی و در بخش متافاز آن این الل‌ها از هم جدا شده و هر یک وارد یک گامت می‌شوند. در طی کراسینگ اور این الل‌ها می‌توانند تغییر کنند.
مورگان به‌طور دقیقی این فرایند را در مگس سرکه آزمایش کرد و به نتایج بزرگی رسید.

## شیمی

تقاطع‌هالیدی

در آغاز یک شکست دورشته‌ای در دی ان ای توسط Spo۱۱ و در مرحله میوز I رخ می‌دهد. این پروتئین یک اگزونوکلئاز است؛ که با شکست در سر۵ٰ سبب ایجاد یک تک رشته با سر ۳ٰ می‌شود. در میوز عامل اصلی نوترکیبی Dmc۱ است. این پروتئین به همراه Rad۵۱ تک رشته‌ای ایجاد شده را می‌پوشانند و چیزی شبیه به فیلامنت ساخته می‌شود. در مرحلهٔ بعد هر رشته نقص خود را از روی کروماتید موجود اصلاح می‌کند و رشته کامل می‌شود. در این حالت چهارراهی حاصل می‌شود که به افتخار شخصی که آن را کشف کرده‌است آن را تقاطع هالیدی نامند که در حقیقت یک ساختمان چهارتایی از چهار رشته‌است.
نرخ نوترکیبی ژنی و در نهایت کراسینگ اوور در ژن‌های مختلف متفاوت است و بستگی به فاصلهٔ ژنها دراد. ژن‌های نزدیک به هم احتمال کراسینگ اور کمتری دارند. به وسیلهٔ نشانگر می‌توان این رویداد را بررسی کرد همچنین توالی دی‌ان‌ای را می‌توان توسط این نشانگرها بررسی کرده و در درمان بیماری‌های ژنتیکی استفاده کرد.

## آسیب در کراسینگ‌اور
اگرچه کراسینگ‌اور یک روش مناسب برای نوترکیبی است اما می‌تواند توازن ژن‌ها را به هم بریزد و آن‌ها را از حالت متعادل خارج کند. به این شکل گامت‌های ایجاد شده دارای نقص هستند و قسمتی از ژنوم آن‌ها حذف یا افزوده شده‌است. دوبرابرشدگی‌ها و وارونه‌شدگی‌ها نیز نتیجهٔ چلیپایی شدن نابرابر است.